# John Randolph of Roanoke
John Randolph of Roanoke (Hopewell, 1773. június 2. – Philadelphia, 1833. május 24.) az Amerikai Egyesült Államok szenátora (Virginia, 1825–1827).